# 1740 w muzyce
Wydarzenia muzyczne w 1740 roku.

## Dzieła
- Johann Adolf Hasse – Salve Regina G-dur
- Georg Friedrich Händel – 3 koncerty na obój
- Jan Dismas Zelenka – Missa Dei Patris
- Jan Dismas Zelenka – Missa Dei Filii
- Jan Dismas Zelenka – Da pacem Domine w B

## Dzieła operowe
- Thomas Augustine Arne – masque (maska) Alfred z pieśnią Rule, Britannia!

## Urodzili się
- 4 lutego – Carl Michael Bellman, szwedzki poeta i kompozytor epoki klasycyzmu (zm. 1795)
- 13 lutego – Sophie Arnould, francuska śpiewaczka (sopran) (zm. 1802)
- 15 lutego[a] – Ernst Eichner, niemiecki kompozytor, fagocista i skrzypek (zm. 1777)
- 22 lutego lub 6 lipca 1743 – Valentin Adamberger, niemiecki śpiewak operowy (tenor) (zm. 1804)
- 9 maja – Giovanni Paisiello, włoski kompozytor (zm. 1816)
- 10 sierpnia – Samuel Arnold, angielski kompozytor, organista i dyrygent (zm. 1802)

Data dzienna nieznana
- Bazyli Bohdanowicz, polski kompozytor i skrzypek (zm. 1817)

## Zmarli
- 5 stycznia – Antonio Lotti, włoski kompozytor, organista i śpiewak (alt) (ur. 1667)
- 9 lutego – Vincent Lübeck, niemiecki kompozytor i organista (ur. 1654)
- 14 października – Domenico Alberti, włoski kompozytor stylu galant, klawesynista i śpiewak (ur. około 1710)